# Schloss Stammen

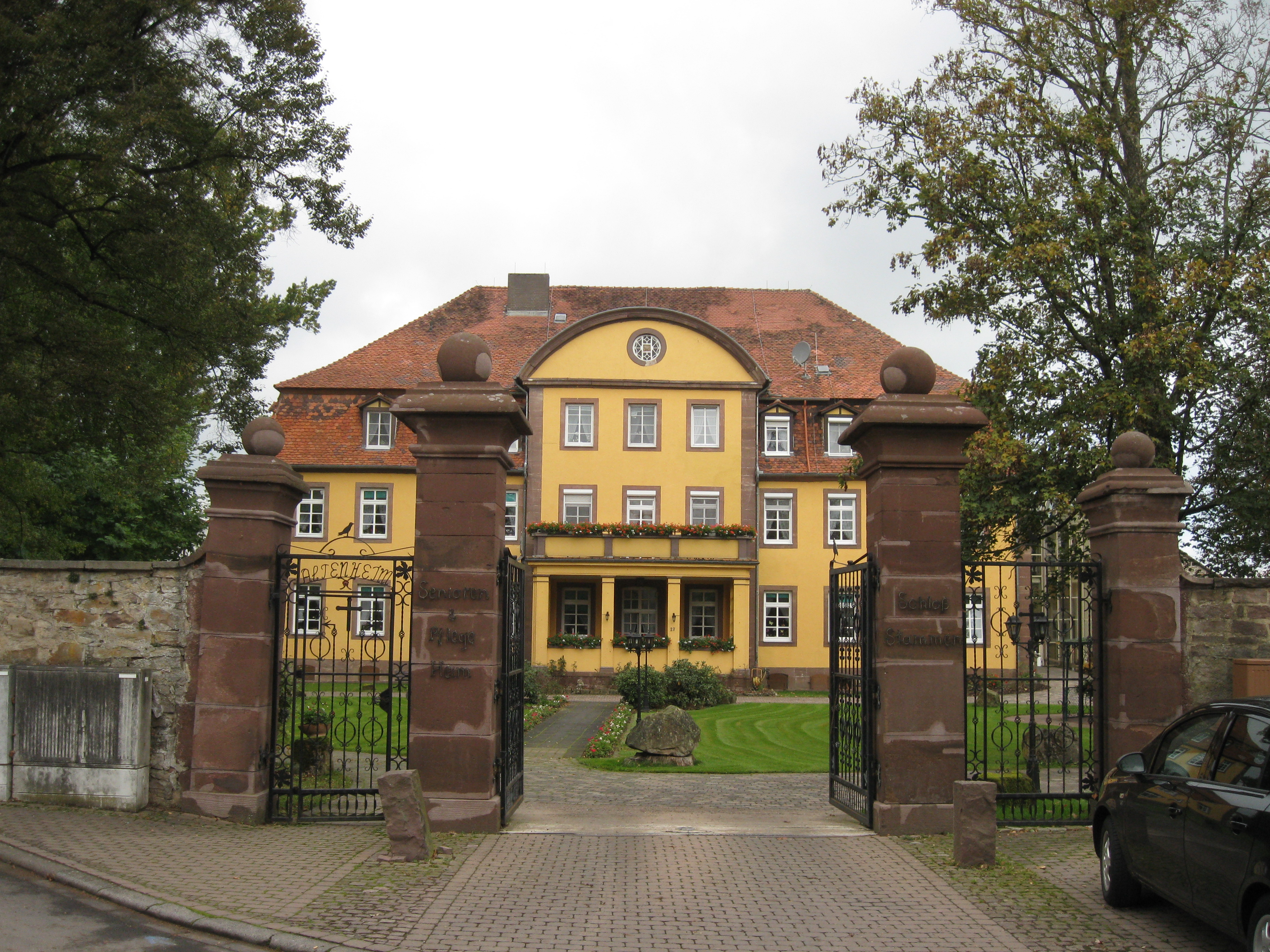
Schloss Stammen

Das Schloss Stammen ist ein ehemaliges Herrenhaus auf dem Gelände eines früheren Ritterguts am Ostufer der Diemel in Stammen, einem Stadtteil von Trendelburg im nordhessischen Landkreis Kassel. Es wird heute als privat betriebenes Pflege- und Seniorenheim genutzt.

## Das Gebäude
Das Rittergut wird 1429 erstmals erwähnt, als es in den Besitz Friedrichs des Älteren (1406–1495) aus dem Hause der bereits seit dem ersten Quartal des 14. Jahrhunderts im nahen Liebenau ansässigen freiherrlichen Familie Rabe von Pappenheim kam. Sein Nachfahre Christoph Friedrich Rabe von Pappenheim (1713–1770), landgräflich-hessischer Generalmajor und Oberamtmann in der Herrschaft Schmalkalden, und dessen Ehefrau Florentine Sophie Florentine Anna geb. du Bos du Thil (1726–1796) ließen ab 1766 auf dem Gut ein neues, schlossartiges Herrenhaus im Stil des Weserbarock errichten. Der Bauherr verstarb am 23. August 1770 in Kassel, und seine Witwe überwachte die Fertigstellung, die schließlich 1772 erfolgte.
Der Bau hat etwa 28 × 16 m Grundfläche und steht rund 150 m östlich der Mündung der Esse in die hier von Südwesten nach Nordosten fließende Diemel. Die Ausrichtung seiner Längsachse ist von Südwest nach Nordost.
Der zweistöckige Bau ist elfachsig, mit dreigeschossigen Mittelrisaliten zu drei Achsen und mit Rundbogengiebel sowohl an der Ost- als auch an der Westseite, und mit zweigeschossigem Mansardwalmdach. Die beiden kurzen Seiten sind fünfachsig. Das untere Dachgeschoss ist rechts und links der Mittelrisalite mit jeweils drei Fenstern aufgelockert. An der Gartenseite wurde im Jahre 1910 ein die gesamte Breite des Mittelrisaliten einnehmender Portikus mit Balkon angebaut. Am Nordende wurde 2001/02 ein weitgehend gläserner Treppenturm angebaut.

## Geschichte
Der jüngere Sohn des Erbauerpaares, Wilhelm Maximilian Rabe von Pappenheim (1764–1815), Kammerherr des Erbprinzen Karl Friedrich von Sachsen-Weimar-Eisenach, erbte Schloss und Gut Stammen. Er heiratete im Jahre 1806, fast 40-jährig, die 18-jährige Diana Waldner von Freundstein (1788–1844), die er am Hof in Weimar kennengelernt hatte. Sie brachte ihm zwar 1807 und 1808 zwei Söhne zur Welt, verhalf ihm aber schon bald danach durch ihre skandalträchtige Beziehung mit Jérôme Bonaparte, dem König von Westphalen, dem sie 1811 und 1813 zwei Töchter gebar, zu unerwünschter Bekanntheit. Knapp drei Monate nach der Geburt der ersten Tochter, die Pappenheim als ehelich anerkannte, wurde er von Jérôme in den westphälischen Grafenstand erhoben. Angesichts der öffentlichen Zerrüttung seiner Ehe und seines Nervenleidens zog sich jedoch bereits ab 1811 weitgehend vom Hof zurück, fiel zunehmend in Depressionen, und kehrte nach einer erfolglosen Behandlung seines Leidens in Paris auf sein Gut in Stammen zurück, wo er meist vor sich hin dämmerte. Nach der Geburt der zweiten Tochter Dianas wurde die eheliche Trennung offiziell bekannt gegeben, und da das Königreich Westphalen nicht mehr bestand und Jérôme nach Paris geflohen war, ging Diana mit ihrer Tochter Jenny zurück nach Weimar.
Wilhelm Rabe von Pappenheim, dessen Standeserhöhung von der Regierung des restituierten Kurfürstentums Hessen nicht anerkannt wurde, starb am 3. Januar 1815. Sein Sohn Gottfried August Maximilian (* 6. Juli 1807 in Weimar; † 23. Februar 1874 ebenda) erbte den Familienbesitz in Liebenau, der jüngere Sohn Alfred Otto (* 2. September 1808 in Kassel; † 24. Dezember 1851 in Stammen) erbte Schloss und Gut Stammen.

## Heutige Nutzung
Das Gut blieb noch bis 1946 im Besitz seiner Familie. Während und nach dem Zweiten Weltkrieg wurden Ausgebombte und Flüchtlingsfamilien im Schloss und auf dem Hof untergebracht. Dann fiel das Gut unter den gesetzlichen Zwang zur Landabgabe für Siedlungszwecke. Die „Hessische Heimat“ Siedlungsgesellschaft erwarb den größten Teil des zum Gut gehörigen landwirtschaftlichen Grundbesitzes, und die etwa 130 Hektar wurden im Rahmen der "Beispielsmaßnahme Trendelburg" in mehrere Aussiedlerhöfe aufgeteilt. Das Schloss hingegen kam durch Weiterverkauf an die alteingesessene Familie Recknagel, die in Stammen einen Hof bewirtschaftete. Eine erste Verpachtung und Nutzung als Altenheim endete 1962 mit einem Gerichtsverfahren wegen Betrugs gegen die Heimleiterin, die die notwendige Befähigung vorgetäuscht und zahlreiche andere Betrügereien begangen hatte.
Im Januar 1963 übernahmen neue Pächter das Schloss und eröffneten nach Renovierungsarbeiten noch im gleichen Jahr wieder ein Alten- und Pflegeheim darin, anfangs mit Platz für lediglich sieben Heimbewohner. 1978 kauften sie das Anwesen, das im Laufe der Jahre schrittweise weiter renoviert und ausgebaut wurde. 1986 war Platz für 22 Bewohner. Nach einer Totalrenovation 1989 waren es 43 Heimplätze, und nach weiteren Umbauten 2001/02 waren es 55. Mit der Reduzierung der Dreier- und Zweierzimmer wurde die Zahl der Plätze auf heute 30 verringert.

## Das Hofgut Stammen
Die Wirtschaftsgebäude des Hofguts, zwischen dem Schloss und der Diemel nahezu quadratisch um einen großen Hof gruppiert, wurden ab 1990 von einem neuen Besitzer instand gesetzt und zur Freizeitanlage „Hofgut Stammen“ ausgebaut. Dabei wurden Melkstände zu einfachen Ferienwohnungen, ein Schweinestall zu einer Schankwirtschaft und Pferdeställe zu einem sogenannten „Strohhotel“ für Schul- und Jugendgruppen umgebaut. Zelten sowie Kanu- und Erlebnistouren werden angeboten.